# Boulder (Wyoming)
Pour les articles homonymes, voir Boulder (homonymie).
Boulder est une census designated place située dans le comté de Sublette, dans l’État du Wyoming, aux États-Unis. Lors du recensement de 2000, sa population s’élevait à 30 habitants.  .

## Écologie
Depuis janvier 2008, les niveaux d’ozone troposphérique (O3) relevés à Boulder dépassent de 11 fois la limite jugée dangereuse pour la santé. L’extraction de gaz naturel à Jonah Field et l’anticlinal de Pinedale sont considérés responsables de cette situation.[réf. souhaitée]

## Galerie photographique

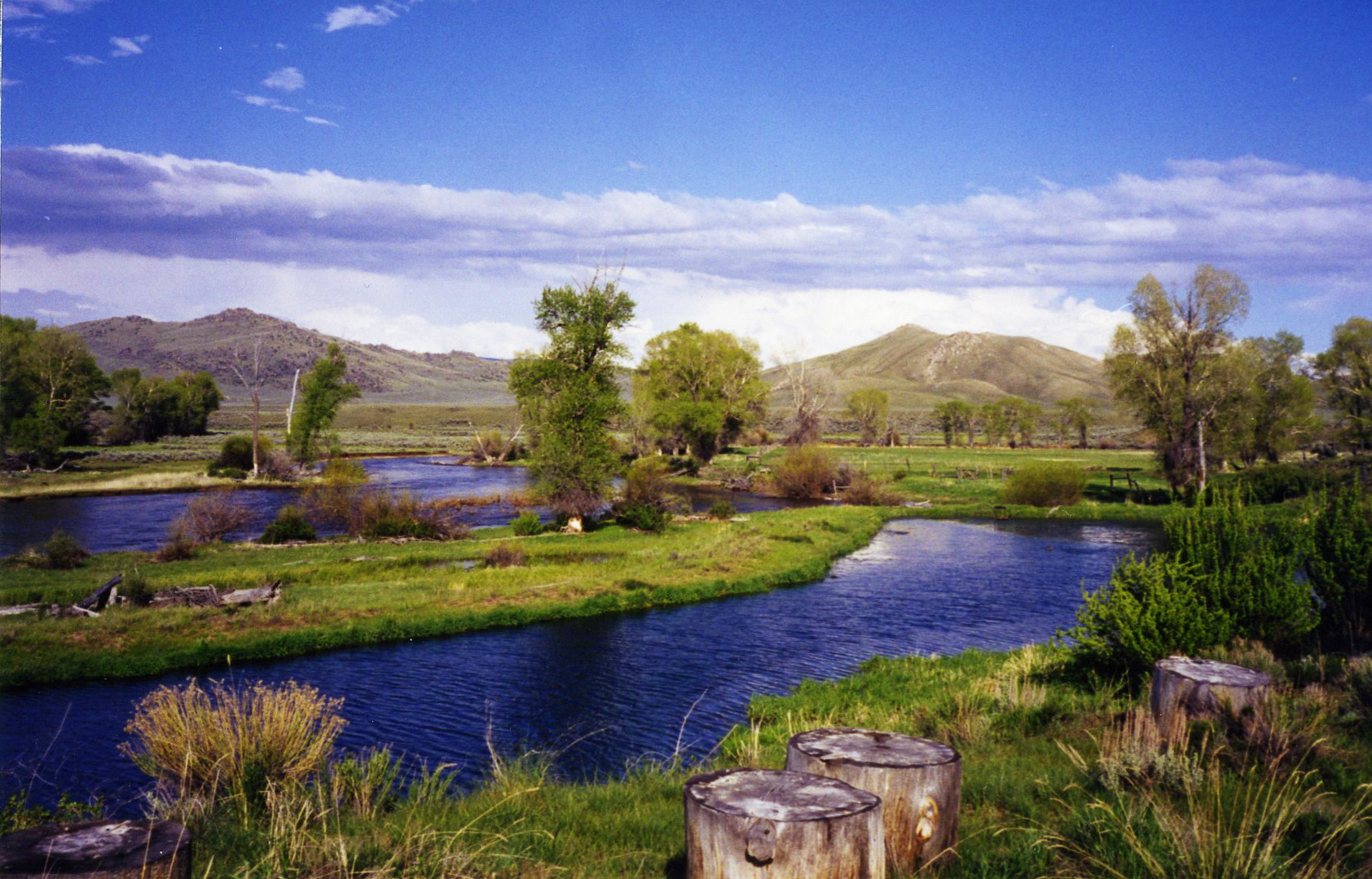

## Source
- (en) Cet article est partiellement ou en totalité issu de l’article de Wikipédia en anglais intitulé « Boulder, Wyoming » (voir la liste des auteurs).